# كيم هنيزدو
كيم لورا هنيزدو (من مواليد 4 أبريل 1994 ، في مدينة باد هومبورغ فور دير هوه) عارضة أزياء ألمانية وفازت في برنامج تلفزيوني ألمانيا نيكست توب موديل في عام 2016.

## روابط خارجية
- كيم هنيزدو على موقع IMDb (الإنجليزية)